# Font del Serrat
La Font del Serrat és una font de Sant Hilari Sacalm (Selva) inclosa a l'Inventari del Patrimoni Arquitectònic de Catalunya.

## Descripció
Font situada al nucli urbà de Sant Hilari Sacalm, al barri del Serrat.
Una estructura rectangular horitzontal, amb dues aixetes, amb el nom de la font esculpit i l'escut de Sant Hilari Sacalm, és el centre del conjunt de la Font del Serrat. Una pica de pedra recull l'aigua de la font que es evacuada a través d'uns desaigües. A cada costat, hi ha un banc de pedra. Tot el recinte es troba emmarcat per una estructura feta amb lloses de pedra. L'espai també està en part enjardinat.

## Història
El projecte de la font sorgí amb la voluntat de crear un espai públic per al barri del Serrat. Fou realitzada el 1980 per l'arquitecte municipal R. Canela.